# Ежков, Иван Степанович
Иван Степанович Ежков (15 мая 1923 года, деревня Большое Череватово, ныне село Дивеевского района Нижегородской области — 25 июня 1944 года, у деревни Рудицы, Шкловский район Могилёвской области Белоруссии) — советский военнослужащий, участник Великой Отечественной войны, помощник командира стрелкового взвода 563-го стрелкового полка 153-й стрелковой дивизии 49-й армии 2-го Белорусского фронта, сержант. Герой Советского Союза (указ от 24 марта 1945 года).
В наградном листе год рождения указан 1920.

## Биография
Родился в 1923 году в деревне Большое Череватово Нижегородской губернии в крестьянской семье, по национальности русский. Неполное среднее образование получил в школе города Кулебаки, Горьковский край, куда он переехал вместе с матерью. В Красной армии с 1940 года. Участник Великой Отечественной войны с 1941 года. В начале августа 1943 года, будучи стрелком-красноармейцем 112-го гвардейского стрелкового полка 39-й гвардейской Краснознамённой стрелковой дивизии в боях под Голой Долиной пропал без вести. Позднее был обнаружен. Последняя должность — помощник командира стрелкового взвода 563-го стрелкового полка (153-я стрелковая дивизия, 49-я армия, 2-й Белорусский фронт). Последнее воинское звание — сержант. Член ВЛКСМ.
Приказом № 042/н от 20 октября 1943 года 975-го стрелкового полка 270-й стрелковой дивизии 49-й армии награждён медалью "За боевые заслуги".

## Подвиг
Иван Ежков особо отличился 25 июня 1944 года в бою при форсировании реки Бася у деревни Рудицы (ныне Шкловского района Могилёвской области Белоруссии).
Сержант Ежков был включен в состав группы добровольцев-десантников. Преодолев водную преграду под огнём противника, группа бойцов, в которой находился Ежков, удерживала рубеж на правом берегу реки Бася. Во время контратаки неприятеля, подпустив гитлеровцев на двадцать пять метров, Ежков метким автоматным огнём уничтожил более двух десятков вражеских пехотинцев. Когда продвижение роты остановил пулемётный огонь из дзота, сержант Ежков пробрался к нему и метнул две гранаты. Но пулемет не умолк. Отважный боец бросился к дзоту и своим телом закрыл амбразуру, ценой своей жизни содействовал выполнению боевой задачи.
Был похоронен на месте боя, а позже перезахоронен в братской могиле вместе с 572 военнослужащими в юго-западной части деревни Черневка, около молокозавода, в Дрибинском районе Могилёвской области.
Командиром 557-го стрелкового полка (153 сд) 25 июля 1944 года представлен к званию Герой Советского Союза.
Приказом 69 стрелкового корпуса № 35/н от 1 августа 1944 года награждён орденом Отечественной войны I степени (посмертно).
Командиром 557-го стрелкового полка (153 сд) 28 сентября 1944 года повторно представлен к званию Герой Советского Союза. 
Приказом Военного совета 2-го Белорусского фронта № 413 от 28 октября 1944 года награждён орденом Отечественной войны I степени.
Указом Президиума Верховного Совета СССР от 24 марта 1945 года по представлению Военного совета 2-го Белорусского фронта от 20 марта 1945 года за образцовое выполнение боевых заданий командования на фронте борьбы с немецко-фашистскими захватчиками и проявленные при этом мужество и героизм сержанту Ежкову Ивану Степановичу посмертно присвоено звание Герой Советского Союза.

## Память
- Имя Ивана Степановича Ежкова носит улица в городе Кулебаки Нижегородской области[7].
- Памятная доска установлена в г. Кулебаки Нижегородской области на Стене Героев на мемориальном комплексе площади Победы.